# Gräbenwinden
Gräbenwinden ist ein Gemeindeteil der Stadt Herrieden im Landkreis Ansbach (Mittelfranken, Bayern). Gräbenwinden liegt in der Gemarkung Elbersroth.

## Geographie
Das Dorf liegt am Südufer der Wieseth. Am nördlichen Ufer liegt Sickersdorf. Südlich von Gräbenwinden liegt das Weiherfeld. Die Kreisstraße AN 36 führt nach Elbersroth (1,2 km nordwestlich) bzw. nach Böckau (1,6 km südöstlich). Die AN 37 führt nach Birkach (2,2 km westlich) bzw. nach Sickersdorf (0,5 km östlich).

## Geschichte
Aus der Ortsnamensendung –winden kann man schließen, dass der Ort zu den Wendensiedlungen zählt, die im Mittelalter von den Obrigkeiten in größerer Zahl planmäßig angelegt wurden. Mit Gräbenwinden wurde ursprünglich auch die östliche gelegene Siedlung bezeichnet, die dann später Sickersdorf genannt werden sollte. Der Ort lag im Fraischbezirk des ansbachischen Oberamtes Feuchtwangen. Grundherrschaftliche Ansprüche hatten das Kollegiatstift Herrieden, das Hochstift Eichstätt und das Kloster Sulz. 1732 bestand Gräbenwinden westlich der Aurach aus 9 Anwesen (1 Hof, 1 Halbhof, 7 Gütlein). Außerdem gab es noch eine Streiferwohnung und ein Schäferhaus. Die Dorf- und Gemeindeherrschaft hatte das nunmehr ansbachische Klosterverwalteramt Sulz inne, das auch alleiniger Grundherr über alle Anwesen war. Nach 1790 gab es dort auch einen Untertan des eichstättischen Stiftskapitel Herrieden. Von 1797 bis 1808 unterstand der Ort dem Justiz- und Kammeramt Feuchtwangen.
Mit dem Gemeindeedikt (frühes 19. Jahrhundert) entstand der Steuerdistrikt Gräbenwinden, zu dem Aichau, Ammonschönbronn, Beckenmühle, Böckau, Deffersdorf, Häuslingen, Lattenbuch, Limbach, Lölldorf, Mittelschönbronn, Oberschönbronn, Schlötzenmühle, Sickersdorf und Zirndorf gehörten. Wenig später wurde Gräbenwinden der neu gebildeten Ruralgemeinde Elbersroth zugeordnet. Am 1. Juli 1971 wurde diese im Zuge der Gebietsreform in Bayern nach Herrieden eingemeindet.

## Einwohnerentwicklung
| Jahr      | 001818 | 001840 | 001861 | 001871 | 001885 | 001900 | 001925 | 001950 | 001961 | 001970 | 001987 |
| Einwohner | 80     | 72     | 79     | 77     | 89     | 95     | 98     | 99     | 79     | 78     | 65     |
| Häuser    | 12     | 12     |        |        | 17     | 18     | 18     | 18     | 18     |        | 18     |
| Quelle    | [ 12 ] | [ 13 ] | [ 14 ] | [ 15 ] | [ 16 ] | [ 17 ] | [ 18 ] | [ 19 ] | [ 20 ] | [ 21 ] | [ 1 ]  |

## Religion
Der Ort ist römisch-katholisch geprägt und bis heute nach St. Jakobus der Ältere (Elbersroth) gepfarrt. Die Einwohner evangelisch-lutherischer Konfession waren ursprünglich nach St. Wenzeslaus (Wieseth) gepfarrt.